# Dili
Pour la municipalité, voir Dili (municipalité).
Dili est la capitale du Timor oriental. Située sur l'île de Timor (dans l'archipel de l'Insulinde), elle est un port et centre commercial important, comptant approximativement 160 000 habitants en 2020. Dili est également la plus grande ville du Timor oriental, ainsi que le chef-lieu de la municipalité homonyme.

## Histoire
Dili fut établie vers 1520 par le Portugal, qui en fit la capitale du Timor portugais en 1769. Durant la Seconde Guerre mondiale, la ville tomba sous l'occupation japonaise. Le Timor oriental déclara son indépendance vis-à-vis du Portugal le 28 novembre 1975. Cependant, neuf jours plus tard, le 7 décembre, l'armée indonésienne envahit le Timor oriental. Le pays fut alors annexé par l'Indonésie le 17 juillet 1976 et désigné comme étant la 27e province d'Indonésie sous le nom de Timor Timur (traduction indonésienne de « Timor oriental) et Dili devint la capitale de cette nouvelle province.
Cependant, une guérilla apparut entre 1975 et 1999 entre les indépendantistes et les autorités indonésiennes, provoquant la mort de dizaines de milliers de civils locaux et étrangers. La couverture médiatique du massacre de Dili en 1991 a permis de revitaliser l'appui international pour les mouvements d'indépendance du Timor oriental. En 1999, le pays fut placé sous la tutelle de l'ONU et, le 20 mai 2002, Dili devint la capitale de la République Démocratique du Timor oriental. En mai 2006, des émeutes et violences provoquées par des éléments de l'armée causèrent des dommages significatifs à la ville et conduisirent à l'intervention de forces étrangères pour rétablir l'ordre.

## Géographie et urbanisme
La ville de Dili est située sur la côte, au nord de l'île de Timor, à 130 km de Baucau.

### Transports
La ville ne possède pas de système de transport public mais il existe toute de même des transports en commun. Les personnes se déplacent au sein de la ville dans des minibus appelés Microlet avec 13 différentes lignes:
1. Microlet 1, ils sont de couleur ROUGE.
2. Microlet 2, ils sont de couleur VERT CLAIR.
3. Microlet 3, ils sont de couleur VERT MINT.
4. Microlet 4, ils sont de couleur BLEUE.
5. Microlet 5, ils sont de couleur ROSE.
6. Microlet 6, ils sont de couleur CHOCOLAT.
7. Microlet 7, elles sont de couleur VIOLET CLAIR.
8. Microlet 8, elles sont de couleur GRISE.
9. Microlet 9, elles sont de couleur BLEU VERT.
10. Microlet 10, elles sont de couleur BLANCHE.
11. Microlet 11, elles sont de couleur TURQUOISE.
12. Microlet 12, elles sont de couleur BLEU CIEL.
13. Microlet 13, elles sont de couleur JAUNE.

Il existe aussi des Taxis qui sont circulent à travers la ville.
L'aéroport international Presidente Nicolau Lobato, dont la piste ne fait que 1 850 mètres de long, ne peut recevoir d'appareil plus grand qu'un Boeing 737.

Plan de la ville de Dili.

### Climat
| Mois                                | jan.  | fév.  | mars  | avril | mai   | juin | jui.  | août  | sep. | oct.  | nov. | déc.  | année   |
| ----------------------------------- | ----- | ----- | ----- | ----- | ----- | ---- | ----- | ----- | ---- | ----- | ---- | ----- | ------- |
| Température minimale moyenne (°C)   | 24,1  | 24,1  | 23,5  | 23,5  | 22,8  | 21,9 | 20,8  | 20,1  | 20,5 | 21,5  | 23   | 23,6  | 22,4    |
| Température moyenne (°C)            | 27,7  | 27,6  | 27,4  | 27,4  | 27    | 26,8 | 25,5  | 25,1  | 25,4 | 26    | 27,2 | 27,4  | 26,6    |
| Température maximale moyenne (°C)   | 31,3  | 31,1  | 31,2  | 31,5  | 31,3  | 30,7 | 30,2  | 30,1  | 30,3 | 30,5  | 31,4 | 31,1  | 30,9    |
| Ensoleillement (h)                  | 189,1 | 161   | 235,6 | 234   | 266,6 | 246  | 272,8 | 291,4 | 288  | 297,6 | 270  | 220,1 | 2 972,2 |
| Précipitations (mm)                 | 139,5 | 138,7 | 132,7 | 104,3 | 74,9  | 58,4 | 20,1  | 12,1  | 9    | 12,8  | 61,4 | 144,9 | 908,8   |
| Nombre de jours avec précipitations | 13    | 13    | 11    | 9     | 6     | 4    | 3     | 1     | 1    | 2     | 6    | 11    | 80      |
| Humidité relative (%)               | 80    | 82    | 80    | 77    | 75    | 72   | 71    | 70    | 71   | 72    | 73   | 77    | 75      |

| Diagramme climatique                                  |               |               |               |              |              |              |              |           |              |            |               |
| J                                                     | F             | M             | A             | M            | J            | J            | A            | S         | O            | N          | D             |
| 31,324,1139,5                                         | 31,124,1138,7 | 31,223,5132,7 | 31,523,5104,3 | 31,322,874,9 | 30,721,958,4 | 30,220,820,1 | 30,120,112,1 | 30,320,59 | 30,521,512,8 | 31,42361,4 | 31,123,6144,9 |
| Moyennes : • Temp. maxi et mini °C • Précipitation mm |               |               |               |              |              |              |              |           |              |            |               |

## Politique et administration

### Politique environnementale
Les ordures sont brûlées à ciel ouvert, et la ville n'est pas adaptée pour absorber les fortes pluies. Malgré cela, les déchets sont collectés dans la ville et les rues sont régulièrement lavées.

### Jumelages
- Coimbra (Portugal) depuis 2002
- Canberra (Australie)

## Population et société

### Démographie
La population du Timor oriental est d'environ 1 143 667 habitants. La population est fortement concentrée dans la région autour de Dili. Les Timorais sont parfois appelés "Maubere" par certaines organisations politiques, un nom péjoratif à l'origine et transformé en nom de fierté par le Fretilin.
La population est constituée d'un certain nombre de groupes ethniques distincts, dont la plupart sont d'origine mixte malayo-polynésienne et papou-mélanésienne, qui descendent des principaux groupes ethniques malayo-polynésiens tels que les Tetum (100 000), situés principalement sur la côte nord et autour de Dili. On trouve également les Mambae (80 000) dans les montagnes centrales, les Tukudede (63 170 ) dans la région de Maubara et Liquiçá, les Galoli (50 000) insérés entre les tribus Mambae et Makasae, les Kemak (50 000) dans le centre-nord de l'île de Timor et les Baikeno (20 000) dans la région de Pante Macassar.
Les principales tribus d'origine papoue incluent les Bunak (50 000), qui vivent dans la région centrale intérieure de l'île de Timor, les Fataluku (30 000) qui sont essentiellement à l'extrémité orientale de l'île, près de Lospalos, et les Makasae que l'on trouve également vers l'extrémité orientale de l'île.
En raison d'un nombre élevé de mariages mixtes qui étaient courants pendant l'époque portugaise, il y avait auparavant une population d'origine mixte portugaise et timoraise, connue en portugais sous le nom de mestiços (métis ou métissés, mais qui peut aussi être interprété péjorativement comme "bâtards" ou "métèques), dont la plupart ainsi que les autres Européens furent expulsés du territoire du Timor oriental par les Indonésiens entre 1976 et 1979, soit environ 25 000 personnes. Une grande partie de ces expulsés trouvèrent asile en Australie et Nouvelle-Zélande, rares furent ceux qui repartirent au Portugal ou en Europe.

### Éducation
Parmi les établissements scolaires de Dili, on peut citer le Colégio de São José. L'université la plus importante du pays est l'Universidade Nacional de Timor-Leste, également basée à Dili.

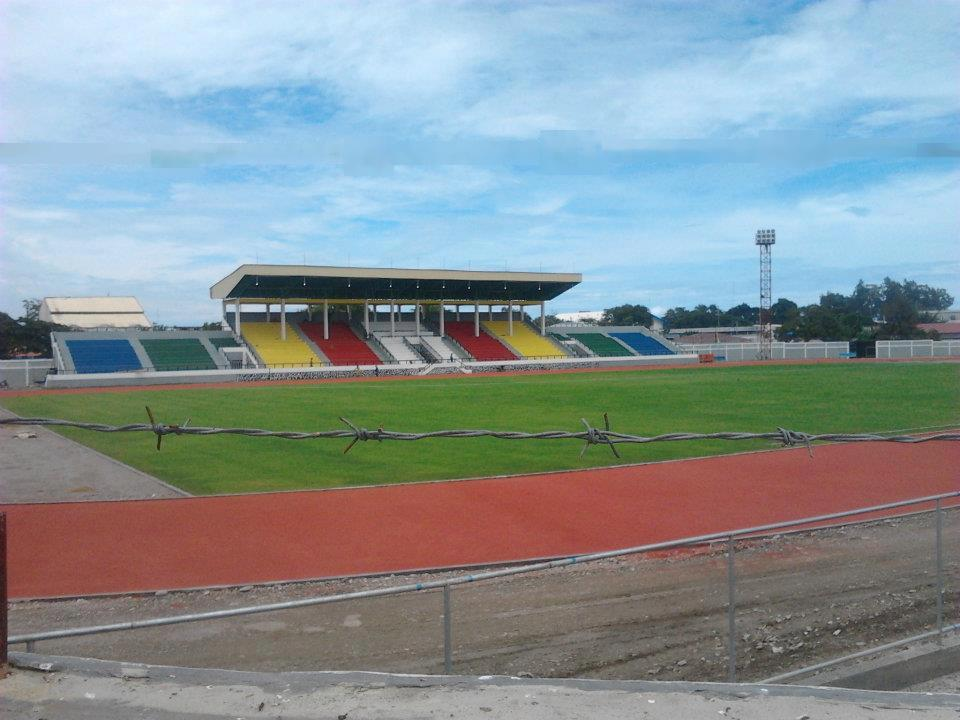
Le stade national de Timor oriental agrandi et rénové en 2012.

### Économie
Le Timor Plaza est un centre commercial privé récent (en 2012). Bâti sur 3 étages, il comporte des dizaines de magasins et de bureaux, ainsi que des espaces ludiques pour les enfants et des restaurants.

## Monuments et lieux touristiques
Les bâtiments du ministère des Affaires étrangères et de la Défense sont nouveaux (en 2012).
- La statue monumentale du Cristo Rei (Christ-roi), haute de 27 mètres et construite en 1996, est la plus grande statue du Timor oriental.
- Le Centro Nacional Chega! est un musée ouvert en 2017 en lien avec le rapport Chega! à la suite de la Commission pour l’Accueil, la Vérité la Réconciliation. Ce musée est centré sur les atrocités vécues par le peuple Timorais durant l'occupation du pays par l'Indonésie. Le musée s'occupe aussi de la question de réconciliation entre les peuples Indonésiens et Timorais.
- Le Musée de la Résistance nationale est un musée situé dans le centre de Dili et donne un aperçu de la lutte de résistance du peuple timorais pendant l'occupation indonésienne.

## Dans la culture populaire
- Une mission du jeu vidéo Tom Clancy's Splinter Cell: Pandora Tomorrow se déroule à Dili.